# 하신베틀놀이
하신베틀놀이는 대한민국 전라남도 강진군 군동면에 있다. 2010년 3월 3일 강진군의 향토문화유산 제37호로 지정되었다.

## 개요
옛 조상들의 희비애락과 숱한 설화를 남겼던 길쌈과정을 마당놀이로 재현하여 민속놀이로 계승발전시키고자 베틀놀이라 명명하여 1980년부터 시연해오고 있다. 의생활 변화로 잊혀져 가는 길쌈놀이를 1980년 강진지방의 길쌈과정과 노래를 수록 정리하여 전해오고 있다.